# Европско првенство у рукомету за жене 2014.
11. Европско првенство у рукомету за жене је одржано у Хрватској и Мађарској од 7. децембара до 21. децембара 2014. године. За домаћинство се такмичила и Турска, а раније су од домаћинства одустале Словачка,Исланд и Шведска. Бранилац титуле је Црна Гора. Норвешка је побједник Европског првенства у рукомету за жене 2014. након побједе у финалу против Шпаније са резултатом 28:25, док је Шведска освојила треће мјесто побједом 25:23 против Црне Горе.

## Избор домаћина
У почетку су била два кандидата за домаћина 11. Европског првенства у рукомету за жене, Словенија и Турска, ни једна од те двије државе није до сада била домаћин овог турнира. Међутим оба кандидата су своју понуду повукле, тако да домаћин не може да буде изабран на 10. ЕХФ конгресу између 24. и 25. септембра 2010. године као што је и планирано.
Европска рукометна федерација је поново покренула процес за домаћина. Као резултат јавило се 6 држава: Хрватска, Мађарска, Исланд, Словачка, Шведска и Турска. До крајњег рока 28. јануара 2011. године ЕХФ је добио три понуде од четири државе:
- Мађарска/  Хрватска (Заједничка понуда)
- Словачка
- Турска

Након детаљне анализе Словачка је искључена из прве трке, зато што није могла да испуни минумум четири дворане које испуњавају строге критеријуме за Европско првенство. ЕХФ извршни одбор је одлучио од двије пролазне понуде на сједници 9. априла 2011. године да домаћин 11. Европског првенства за рукометашице буде заједничка понуда Мађарске и Хрватске.

## Градови домаћини
| Држава   | Град       | Дворана                               | Капацитет | Круг                |
| -------- | ---------- | ------------------------------------- | --------- | ------------------- |
| Мађарска | Будимпешта | Пап Ласло спортска арена у Будимпешти | 12,500    | Нокаут фаза         |
| Мађарска | Дебрецин   | Фоник дворана                         | 8,500     | Група Б, други круг |
| Мађарска | Ђер        | Ауди арена                            | 5,000     | Група А             |
| Хрватска | Загреб     | Арена Загреб                          | 15,200    | Други круг          |
| Хрватска | Вараждин   | Спортска дворана у Вараждину          | 5,200     | Група Ц             |
| Хрватска | Осијек     | Спортска дворана Градски врт          | 3,538     | Група Д             |

## Квалификоване екипе
| Држава    | Квлификовао се као     | Датум квалификације | Претходна учешћа                                                |
| --------- | ---------------------- | ------------------- | --------------------------------------------------------------- |
| Хрватска  | Домаћин                | 4. април 2011.      | 7 (1994, 1996, 2004, 2006, 2008, 2010, 2012)                    |
| Мађарска  | Домаћин                | 4. април 2011.      | 10 (1994, 1996, 1998, 2000, 2002, 2004, 2006, 2008, 2010, 2012) |
| Норвешка  | Побједник групе 6      | 26. март 2014.      | 10 (1994, 1996, 1998, 2000, 2002, 2004, 2006, 2008, 2010, 2012) |
| Француска | Побједник групе 2      | 29. март 2014.      | 7 (2000, 2002, 2004, 2006, 2008, 2010, 2012)                    |
| Русија    | Другопласирани групе 7 | 29. март 2014.      | 10 (1994, 1996, 1998, 2000, 2002, 2004, 2006, 2008, 2010, 2012) |
| Црна Гора | Побједник групе 3      | 30. март 2014.      | 2 (2010, 2012)                                                  |
| Данска    | Побједник групе 1      | 4. јун 2014.        | 10 (1994, 1996, 1998, 2000, 2002, 2004, 2006, 2008, 2010, 2012) |
| Немачка   | Побједник групе 7      | 11. јун 2014.       | 10 (1994, 1996, 1998, 2000, 2002, 2004, 2006, 2008, 2010, 2012) |
| Словачка  | Другопласирани групе 2 | 11. јун 2014.       | 1 (1994)                                                        |
| Шпанија   | Побједник групе 4      | 11. јун 2014.       | 7 (1998, 2002, 2004, 2006, 2008, 2010, 2012)                    |
| Шведска   | Побједник групе 5      | 11. јун 2014.       | 8 (1994, 1996, 2002, 2004, 2006, 2008, 2010, 2012)              |
| Холандија | Другопласирани групе 4 | 12. јун 2014.       | 4 (1998, 2002, 2006, 2010)                                      |
| Пољска    | Другопласирани групе 3 | 14. јун 2014.       | 3 (1996, 1998, 2006)                                            |
| Румунија  | Другопласирани групе 6 | 15. јун 2014.       | 9 (1994, 1996, 1998, 2000, 2002, 2004, 2008, 2010, 2012)        |
| Србија    | Другопласирани групе 5 | 15. јун 2014.       | 7 (2000,2002,2004, 2006, 2008, 2010, 2012)                      |
| Украјина  | Другопласирани групе 1 | 15. јун 2014.       | 10 (1994, 1996, 1998, 2000, 2002, 2004, 2006, 2008, 2010, 2012) |

Подебљане године означавају освајање првенства

## Жријеб
Жријеб је одржан 19. јуна 2014. године у 13:00 по средњoевропском времену у Загребу,Хрватска.
| Шешир 1                                     | Шешир 2                                  | Шешир 3                                 | Шешир 4                                    |
| ------------------------------------------- | ---------------------------------------- | --------------------------------------- | ------------------------------------------ |
| - Црна Гора - Норвешка - Мађарска - Шведска | - Данска - Немачка - Француска - Шпанија | - Хрватска - Србија - Русија - Румунија | - Украјина - Пољска - Словачка - Холандија |

## Судије
Изабрано је 12 судијских парова:
| Судије       | Судије                              |
| ------------ | ----------------------------------- |
| Хрватска     | Далибор Јуриновић Марко Мрвица      |
| Чехословачка | Јиржи Опава Павел Валек             |
| Данска       | Денис Стенранд Андерс Бирх          |
| Француска    | Шарлот Бонавентира Жили Бонавентира |
| Немачка      | Робер Шулц Тобиас Тониес            |
| Мађарска     | Петер Хорват Балаж Мартон           |

| Судије   | Судије                                 |
| -------- | -------------------------------------- |
| Норвешка | Ћерсти Арнстен Гуро Рен                |
| Румунија | Дијана Кармен-Флореску Анамарија Стоја |
| Русија   | Евгениј Зотин Николај Володков         |
| Словачка | Петер Бруновски Владимир Чанда         |
| Шпанија  | Андреу Марин Игнасио Гарсија           |
| Турска   | Курсад Ердоган Ибрахим Оздениз         |

## Први круг
Времена одигрвања утакмица одређена су 4. јуна 2014. године.
- Сва времена су по срдњеевропском времену

|  | Екипа се пласирала у други круг |
|  | Екипа је елимисана              |

### Група А (Ђер)
| 7. децембар 2014. 18:00 | Шпанија  | 29:22   | Пољска   | Ауди арена, Ђер Гледалаца: 3.500 Судије: Јуриновић,Мрвица (ХРВ) |
| 7. децембар 2014. 18:00 | Мартин 9 | (16:13) | Кудлац 6 | Ауди арена, Ђер Гледалаца: 3.500 Судије: Јуриновић,Мрвица (ХРВ) |
| 7. децембар 2014. 18:00 | 4× 3×    | Детаљи  | 3×       | Ауди арена, Ђер Гледалаца: 3.500 Судије: Јуриновић,Мрвица (ХРВ) |

| 7. децембар 2014. 20:30 | Мађарска  | 29:29   | Русија      | Ауди арена, Ђер Гледалаца: 4.800 Судије: Бруновски, Чанда (СВК) |
| 7. децембар 2014. 20:30 | Тришчук 6 | (14:15) | Дмитриева 7 | Ауди арена, Ђер Гледалаца: 4.800 Судије: Бруновски, Чанда (СВК) |
| 7. децембар 2014. 20:30 | 5× 2×     | Детаљи  | 3×          | Ауди арена, Ђер Гледалаца: 4.800 Судије: Бруновски, Чанда (СВК) |

| 9. децембар 2014. 18:15 | Русија          | 24:25   | Шпанија  | Ауди арена, Ђер Гледалаца: 2.500 Судије: Ердоган, Оздениз (ТУР) |
| 9. децембар 2014. 18:15 | Кузњецова,Сен 9 | (14:13) | Мартин 9 | Ауди арена, Ђер Гледалаца: 2.500 Судије: Ердоган, Оздениз (ТУР) |
| 9. децембар 2014. 18:15 | 5× 3×           | Детаљи  | 7× 2× 1× | Ауди арена, Ђер Гледалаца: 2.500 Судије: Ердоган, Оздениз (ТУР) |

| 9. децембар 2014. 20:30 | Пољска   | 23:29  | Мађарска        | Ауди арена, Ђер Гледалаца: 3.000 Судије: Опава, Валек (ЧЕШ) |
| 9. децембар 2014. 20:30 | Кудлац 7 | (7:14) | Мајер, Томори 6 | Ауди арена, Ђер Гледалаца: 3.000 Судије: Опава, Валек (ЧЕШ) |
| 9. децембар 2014. 20:30 | 5× 4×    | Детаљи | 4× 3×           | Ауди арена, Ђер Гледалаца: 3.000 Судије: Опава, Валек (ЧЕШ) |

| 11. децембар 2014. 18:15 | Русија            | 26:29   | Пољска   | Ауди арена, Ђер Гледалаца: 4.100 Судије: Шулц, Тониес (ЊЕМ) |
| 11. децембар 2014. 18:15 | Пунко, Близнова 7 | (11:13) | Кудлац 9 | Ауди арена, Ђер Гледалаца: 4.100 Судије: Шулц, Тониес (ЊЕМ) |
| 11. децембар 2014. 18:15 | 5× 4×             | Детаљи  | 9× 3× 1× | Ауди арена, Ђер Гледалаца: 4.100 Судије: Шулц, Тониес (ЊЕМ) |

| 11. децембар 2014. 20:30 | Мађарска          | 26:27   | Шпанија   | Ауди арена, Ђер Гледалаца: 4.800 Судије: Бонавентира, Бонавентира (ФРА) |
| 11. децембар 2014. 20:30 | Томори, Тришчук 6 | (13:13) | Мартин 10 | Ауди арена, Ђер Гледалаца: 4.800 Судије: Бонавентира, Бонавентира (ФРА) |
| 11. децембар 2014. 20:30 | 2× 3×             | Детаљи  | 5× 3×     | Ауди арена, Ђер Гледалаца: 4.800 Судије: Бонавентира, Бонавентира (ФРА) |

|    | Репрезентација | Бод. | Ут. | Поб. | Н. | Пор. | Пос. | При. | Гр. |
| -- | -------------- | ---- | --- | ---- | -- | ---- | ---- | ---- | --- |
| 1. | Шпанија        | 6    | 3   | 3    | 0  | 0    | 81   | 72   | +9  |
| 2. | Мађарска       | 3    | 3   | 1    | 1  | 1    | 84   | 79   | +5  |
| 3. | Пољска         | 2    | 3   | 1    | 0  | 2    | 74   | 84   | -10 |
| 4. | Русија         | 1    | 3   | 0    | 1  | 2    | 79   | 83   | -4  |

### Група Б (Дебрецин)
| 7. децембар 2014. 18:15 | Норвешка  | 27:19  | Румунија | Фоник дворана, Дебрецин Гледалаца: 2.000 Судије: Бонавентира, Бонавентира (ФРА) |
| 7. децембар 2014. 18:15 | Офтедал 5 | (16:7) | Неагу 7  | Фоник дворана, Дебрецин Гледалаца: 2.000 Судије: Бонавентира, Бонавентира (ФРА) |
| 7. децембар 2014. 18:15 | 1× 3×     | Детаљи | 4×       | Фоник дворана, Дебрецин Гледалаца: 2.000 Судије: Бонавентира, Бонавентира (ФРА) |

| 7. децембар 2014. 20:30 | Данска    | 32:23   | Украјина    | Фоник дворана, Дебрецин Гледалаца: 1.500 Судије: Ердоган, Оздениз (ТУР) |
| 7. децембар 2014. 20:30 | Норгард 8 | (14:11) | Боршченко 7 | Фоник дворана, Дебрецин Гледалаца: 1.500 Судије: Ердоган, Оздениз (ТУР) |
| 7. децембар 2014. 20:30 | 5× 3×     | Детаљи  | 6× 4×       | Фоник дворана, Дебрецин Гледалаца: 1.500 Судије: Ердоган, Оздениз (ТУР) |

| 9. децембар 2014. 18:15 | Румунија          | 29:29   | Данска   | Фоник дворана, Дебрецин Гледалаца: 1.500 Судије: Бруновски, Чанда (СВК) |
| 9. децембар 2014. 18:15 | Неагу, Такалие 10 | (16:12) | Фискер 8 | Фоник дворана, Дебрецин Гледалаца: 1.500 Судије: Бруновски, Чанда (СВК) |
| 9. децембар 2014. 18:15 | 4× 3×             | Детаљи  | 6× 3×    | Фоник дворана, Дебрецин Гледалаца: 1.500 Судије: Бруновски, Чанда (СВК) |

| 9. децембар 2014. 20:30 | Украјина | 23:34   | Норвешка        | Фоник дворана, Дебрецин Гледалаца: 1.500 Судије: Шулц, Тониес (ЊЕМ) |
| 9. децембар 2014. 20:30 | Глибко 7 | (13:17) | Морк, Солберг 6 | Фоник дворана, Дебрецин Гледалаца: 1.500 Судије: Шулц, Тониес (ЊЕМ) |
| 9. децембар 2014. 20:30 | 5× 2×    | Детаљи  | 3× 1×           | Фоник дворана, Дебрецин Гледалаца: 1.500 Судије: Шулц, Тониес (ЊЕМ) |

| 11. децембар 2014. 18:15 | Румунија | 23:22  | Украјина     | Фоник дворана, Дебрецин Гледалаца: 2.200 Судије: Јуриновић, Мрвица (ХРВ) |
| 11. децембар 2014. 18:15 | Неагу 8  | (12:9) | Боршченко 10 | Фоник дворана, Дебрецин Гледалаца: 2.200 Судије: Јуриновић, Мрвица (ХРВ) |
| 11. децембар 2014. 18:15 | 5× 3×    | Детаљи | 3×           | Фоник дворана, Дебрецин Гледалаца: 2.200 Судије: Јуриновић, Мрвица (ХРВ) |

| 11. децембар 2014. 20:30 | Норвешка | 27:21   | Данска             | Фоник дворана, Дебрецин Гледалаца: 2.000 Судије: Опава, Валек (ЧЕШ) |
| 11. децембар 2014. 20:30 | Локе 7   | (12:13) | Бургард, Норгард 4 | Фоник дворана, Дебрецин Гледалаца: 2.000 Судије: Опава, Валек (ЧЕШ) |
| 11. децембар 2014. 20:30 | 3×       | Детаљи  | 3×                 | Фоник дворана, Дебрецин Гледалаца: 2.000 Судије: Опава, Валек (ЧЕШ) |

|    | Репрезентација | Бод. | Ут. | Поб. | Н. | Пор. | Пос. | При. | Гр. |
| -- | -------------- | ---- | --- | ---- | -- | ---- | ---- | ---- | --- |
| 1. | Норвешка       | 6    | 3   | 3    | 0  | 0    | 88   | 63   | +25 |
| 2. | Данска         | 3    | 3   | 1    | 1  | 1    | 82   | 79   | +3  |
| 3. | Румунија       | 3    | 3   | 1    | 1  | 1    | 71   | 78   | -7  |
| 4. | Украјина       | 0    | 3   | 0    | 0  | 3    | 68   | 89   | -21 |

### Група Ц (Вараждин)
| 8. децембар 2014. 18:00 | Немачка                | 26:29   | Холандија | Спортска дворана у Вараждину, Вараждин Гледалаца: 2.000 Судије: Хорват, Мартон (МАЂ) |
| 8. децембар 2014. 18:00 | Наиџинавициус, Хубер 6 | (11:12) | Полман 7  | Спортска дворана у Вараждину, Вараждин Гледалаца: 2.000 Судије: Хорват, Мартон (МАЂ) |
| 8. децембар 2014. 18:00 | 5× 2×                  | Детаљи  | 8× 2×     | Спортска дворана у Вараждину, Вараждин Гледалаца: 2.000 Судије: Хорват, Мартон (МАЂ) |

| 8. децембар 2014. 20:15 | Шведска  | 30:28   | Хрватска         | Спортска дворана у Вараждину, Вараждин Гледалаца: 3.400 Судије: Зотин, Володков (РУС) |
| 8. децембар 2014. 20:15 | Гулден 7 | (17:17) | Пенезић, Зебић 6 | Спортска дворана у Вараждину, Вараждин Гледалаца: 3.400 Судије: Зотин, Володков (РУС) |
| 8. децембар 2014. 20:15 | 4× 3×    | Детаљи  | 3×               | Спортска дворана у Вараждину, Вараждин Гледалаца: 3.400 Судије: Зотин, Володков (РУС) |

| 10. децембар 2014. 18:00 | Холандија | 30:30   | Шведска | Спортска дворана у Вараждину, Вараждин Гледалаца: 1.500 Судије: Марин, Гарсија (ШПА) |
| 10. децембар 2014. 18:00 | Полман 10 | (14:14) | Оден 7  | Спортска дворана у Вараждину, Вараждин Гледалаца: 1.500 Судије: Марин, Гарсија (ШПА) |
| 10. децембар 2014. 18:00 | 3×        | Детаљи  | 4× 3×   | Спортска дворана у Вараждину, Вараждин Гледалаца: 1.500 Судије: Марин, Гарсија (ШПА) |

| 10. децембар 2014. 20:15 | Хрватска   | 24:26   | Немачка                | Спортска дворана у Вараждину, Вараждин Гледалаца: 3.000 Судије: Флореску, Стоја (РУМ) |
| 10. децембар 2014. 20:15 | Пенезић 13 | (14:13) | Миневскаја, С. Милер 5 | Спортска дворана у Вараждину, Вараждин Гледалаца: 3.000 Судије: Флореску, Стоја (РУМ) |
| 10. децембар 2014. 20:15 | 3×         | Детаљи  | 5× 3×                  | Спортска дворана у Вараждину, Вараждин Гледалаца: 3.000 Судије: Флореску, Стоја (РУМ) |

| 12. децембар 2014. 18:00 | Шведска   | 39:32   | Немачка      | Спортска дворана у Вараждину, Вараждин Гледалаца: 1.300 Судије: Стенранд, Бирх (ДАН) |
| 12. децембар 2014. 18:00 | Гулден 10 | (23:17) | Надгорнаја 9 | Спортска дворана у Вараждину, Вараждин Гледалаца: 1.300 Судије: Стенранд, Бирх (ДАН) |
| 12. децембар 2014. 18:00 | 4× 3×     | Детаљи  | 1× 3×        | Спортска дворана у Вараждину, Вараждин Гледалаца: 1.300 Судије: Стенранд, Бирх (ДАН) |

| 12. децембар 2014. 20:15 | Хрватска   | 31:17   | Холандија        | Спортска дворана у Вараждину, Вараждин Гледалаца: 3.000 Судије: Арнстен, Рен (НОР) |
| 12. децембар 2014. 20:15 | Пенезић 11 | (17:15) | Ван дер Хајден 5 | Спортска дворана у Вараждину, Вараждин Гледалаца: 3.000 Судије: Арнстен, Рен (НОР) |
| 12. децембар 2014. 20:15 | 5× 3×      | Детаљи  | 3× 2×            | Спортска дворана у Вараждину, Вараждин Гледалаца: 3.000 Судије: Арнстен, Рен (НОР) |

|    | Репрезентација | Бод. | Ут. | Поб. | Н. | Пор. | Пос. | При. | Гр. |
| -- | -------------- | ---- | --- | ---- | -- | ---- | ---- | ---- | --- |
| 1. | Шведска        | 5    | 3   | 2    | 1  | 0    | 99   | 90   | +9  |
| 2. | Холандија      | 3    | 3   | 1    | 1  | 1    | 86   | 87   | -1  |
| 3. | Немачка        | 2    | 3   | 1    | 0  | 2    | 84   | 92   | -8  |
| 4. | Хрватска       | 2    | 3   | 1    | 0  | 2    | 83   | 83   | 0   |

### Група Д (Осијек)
| 8. децембар 2014. 18:00 | Француска | 21:18  | Словачка              | Спортска дворана Градски врт, Осијек Гледалаца: 1.300 Судије: Стенранд, Бирх (ДАН) |
| 8. децембар 2014. 18:00 | Дембеле 6 | (7:9)  | Школкова, Трехубова 4 | Спортска дворана Градски врт, Осијек Гледалаца: 1.300 Судије: Стенранд, Бирх (ДАН) |
| 8. децембар 2014. 18:00 | 4×        | Детаљи | 3× 4×                 | Спортска дворана Градски врт, Осијек Гледалаца: 1.300 Судије: Стенранд, Бирх (ДАН) |

| 8. децембар 2014. 20:15 | Црна Гора           | 22:19  | Србија  | Спортска дворана Градски врт, Осијек Гледалаца: 2.200 Судије: Флореску, Стоја (РУМ) |
| 8. децембар 2014. 20:15 | Лазовић,Булатовић 5 | (10:8) | Лекић 6 | Спортска дворана Градски врт, Осијек Гледалаца: 2.200 Судије: Флореску, Стоја (РУМ) |
| 8. децембар 2014. 20:15 | 3× 4×               | Детаљи | 1× 4×   | Спортска дворана Градски врт, Осијек Гледалаца: 2.200 Судије: Флореску, Стоја (РУМ) |

| 10. децембар 2014. 18:00 | Србија                | 16:27  | Француска | Спортска дворана Градски врт, Осијек Гледалаца: 1.400 Судије: Хорват, Мартон (МАЂ) |
| 10. децембар 2014. 18:00 | Рајовић, Стоиљковић 4 | (3:11) | Лакабер 4 | Спортска дворана Градски врт, Осијек Гледалаца: 1.400 Судије: Хорват, Мартон (МАЂ) |
| 10. децембар 2014. 18:00 | 2×                    | Детаљи | 7× 3× 1×  | Спортска дворана Градски врт, Осијек Гледалаца: 1.400 Судије: Хорват, Мартон (МАЂ) |

| 10. децембар 2014. 20:15 | Словачка   | 24:28   | Црна Гора   | Спортска дворана Градски врт, Осијек Гледалаца: 1.900 Судије: Арнстен, Рен (НОР) |
| 10. децембар 2014. 20:15 | Дубајова 5 | (10:20) | Радичевић 6 | Спортска дворана Градски врт, Осијек Гледалаца: 1.900 Судије: Арнстен, Рен (НОР) |
| 10. децембар 2014. 20:15 | 2× 3×      | Детаљи  | 5× 3×       | Спортска дворана Градски врт, Осијек Гледалаца: 1.900 Судије: Арнстен, Рен (НОР) |

| 12. децембар 2014. 18:00 | Црна Гора  | 20:24   | Француска | Спортска дворана Градски врт, Осијек Гледалаца: 2.000 Судије: Зотин, Володков (ШПА) |
| 12. децембар 2014. 18:00 | Кнежевић 6 | (12:12) | Пино 8    | Спортска дворана Градски врт, Осијек Гледалаца: 2.000 Судије: Зотин, Володков (ШПА) |
| 12. децембар 2014. 18:00 | 2× 3×      | Детаљи  | 5× 4×     | Спортска дворана Градски врт, Осијек Гледалаца: 2.000 Судије: Зотин, Володков (ШПА) |

| 12. децембар 2014. 20:15 | Србија       | 21:23  | Словачка | Спортска дворана Градски врт, Осијек Гледалаца: 2.600 Судије: Марин, Гарсија (ШПА) |
| 12. децембар 2014. 20:15 | Јакубисова 8 | (11:6) | Цвијић 6 | Спортска дворана Градски врт, Осијек Гледалаца: 2.600 Судије: Марин, Гарсија (ШПА) |
| 12. децембар 2014. 20:15 | 4× 3×        | Детаљи | 4× 3× 1× | Спортска дворана Градски врт, Осијек Гледалаца: 2.600 Судије: Марин, Гарсија (ШПА) |

|    | Репрезентација | Бод. | Ут. | Поб. | Н. | Пор. | Пос. | При. | Гр. |
| -- | -------------- | ---- | --- | ---- | -- | ---- | ---- | ---- | --- |
| 1. | Француска      | 6    | 3   | 3    | 0  | 0    | 72   | 54   | +18 |
| 2. | Црна Гора      | 4    | 3   | 2    | 0  | 1    | 70   | 67   | +3  |
| 3. | Словачка       | 2    | 3   | 1    | 0  | 2    | 65   | 70   | -5  |
| 4. | Србија         | 0    | 3   | 0    | 0  | 3    | 56   | 72   | -16 |

## Други круг
- По двије најбоље репрезентације из сваке групе ће се пласирати у полуфинале, док ће трећепласиране играти утакмицу за 5. мјесто.

|  | Репрезентација се пласирала у полуфианле                                  |
|  | Репрезентација се пласирала у борбу за 5. мјесто                          |
|  | Репрезентација има могућност да се бори за 5. мјесто, али не боље од тога |
|  | Репрезентација је елиминисана са даљег тока првенства.                    |

### Група 1 (Дебрецин)
| 13. децембар 2014. 16:00 | Пољска     | 19:28  | Данска   | Фоник дворана, Дебрецин Гледалаца: 2.500 Судије: Ердоган, Оздениз (ТУР) |
| 13. децембар 2014. 16:00 | Сиодмиак 5 | (9:9)  | Фискер 6 | Фоник дворана, Дебрецин Гледалаца: 2.500 Судије: Ердоган, Оздениз (ТУР) |
| 13. децембар 2014. 16:00 | 1× 3×      | Детаљи | 2× 3×    | Фоник дворана, Дебрецин Гледалаца: 2.500 Судије: Ердоган, Оздениз (ТУР) |

| 13. децембар 2014. 18:15 | Шпанија | 26:29   | Норвешка   | Фоник дворана, Дебрецин Гледалаца: 4.000 Судије: Јуриновић, Мрвица (ХРВ) |
| 13. децембар 2014. 18:15 | Пена 7  | (16:16) | Регелхут 7 | Фоник дворана, Дебрецин Гледалаца: 4.000 Судије: Јуриновић, Мрвица (ХРВ) |
| 13. децембар 2014. 18:15 | 2×      | Детаљи  | 2× 3×      | Фоник дворана, Дебрецин Гледалаца: 4.000 Судије: Јуриновић, Мрвица (ХРВ) |

| 13. децембар 2014. 20:30 | Мађарска             | 20:19  | Румунија | Фоник дворана, Дебрецин Гледалаца: 5.370 Судије: Зотин, Володков (РУС) |
| 13. децембар 2014. 20:30 | Тришчук, Шћућански 4 | (10:8) | Неагу 8  | Фоник дворана, Дебрецин Гледалаца: 5.370 Судије: Зотин, Володков (РУС) |
| 13. децембар 2014. 20:30 | 3×                   | Детаљи | 6× 4×    | Фоник дворана, Дебрецин Гледалаца: 5.370 Судије: Зотин, Володков (РУС) |

| 15. децембар 2014. 16:00 | Шпанија  | 20:22  | Румунија | Фоник дворана, Дебрецин Гледалаца: 1.500 Судије: Бруновски, Чанда (СВК) |
| 15. децембар 2014. 16:00 | Пинедо 5 | (14:9) | Неагу 7  | Фоник дворана, Дебрецин Гледалаца: 1.500 Судије: Бруновски, Чанда (СВК) |
| 15. децембар 2014. 16:00 | 4× 1×    | Детаљи | 4× 3×    | Фоник дворана, Дебрецин Гледалаца: 1.500 Судије: Бруновски, Чанда (СВК) |

| 15. децембар 2014. 18:15 | Пољска   | 24:26   | Норвешка | Фоник дворана, Дебрецин Гледалаца: 2.500 Судије: Шулц, Тониес (ЊЕМ) |
| 15. децембар 2014. 18:15 | Драбик 5 | (15:11) | Морк 11  | Фоник дворана, Дебрецин Гледалаца: 2.500 Судије: Шулц, Тониес (ЊЕМ) |
| 15. децембар 2014. 18:15 | 4× 3×    | Детаљи  | 4× 2×    | Фоник дворана, Дебрецин Гледалаца: 2.500 Судије: Шулц, Тониес (ЊЕМ) |

| 15. децембар 2014. 20:30 | Мађарска       | 20:23  | Данска      | Фоник дворана, Дебрецин Гледалаца: 5.000 Судије: Бонавентира, Бонавентира (ФРА) |
| 15. децембар 2014. 20:30 | Томори, Тотх 5 | (9:11) | Јоргенсен 6 | Фоник дворана, Дебрецин Гледалаца: 5.000 Судије: Бонавентира, Бонавентира (ФРА) |
| 15. децембар 2014. 20:30 | 1× 3×          | Детаљи | 2×          | Фоник дворана, Дебрецин Гледалаца: 5.000 Судије: Бонавентира, Бонавентира (ФРА) |

| 17. децембар 2014. 16:00 | Пољска          | 19:24  | Румунија | Фоник дворана, Дебрецин Гледалаца: 1.200 Судије: Ердоган, Оздениз (ТУР) |
| 17. децембар 2014. 16:00 | 5 играчица по 3 | (9:11) | Неагу 9  | Фоник дворана, Дебрецин Гледалаца: 1.200 Судије: Ердоган, Оздениз (ТУР) |
| 17. децембар 2014. 16:00 | 2× 4×           | Детаљи | 3×       | Фоник дворана, Дебрецин Гледалаца: 1.200 Судије: Ердоган, Оздениз (ТУР) |

| 17. децембар 2014. 18:15 | Шпанија  | 29:22   | Данска      | Фоник дворана, Дебрецин Гледалаца: 3.000 Судије: Зотин, Володков (РУС) |
| 17. децембар 2014. 18:15 | Кабрал 6 | (15:12) | Јоргенсен 7 | Фоник дворана, Дебрецин Гледалаца: 3.000 Судије: Зотин, Володков (РУС) |
| 17. децембар 2014. 18:15 | 1× 3×    | Детаљи  | 4× 3×       | Фоник дворана, Дебрецин Гледалаца: 3.000 Судије: Зотин, Володков (РУС) |

| 17. децембар 2014. 20:30 | Мађарска | 29:25   | Норвешка | Фоник дворана, Дебрецин Гледалаца: 4.800 Судије: Јуриновић, Мрвица (ХРВ) |
| 17. децембар 2014. 20:30 | Булат 6  | (15:11) | Локе 6   | Фоник дворана, Дебрецин Гледалаца: 4.800 Судије: Јуриновић, Мрвица (ХРВ) |
| 17. децембар 2014. 20:30 | 5× 3×    | Детаљи  | 2×       | Фоник дворана, Дебрецин Гледалаца: 4.800 Судије: Јуриновић, Мрвица (ХРВ) |

|    | Репрезентација | Бод. | Ут. | Поб. | Н. | Пор. | Пос. | При. | Гр. |
| -- | -------------- | ---- | --- | ---- | -- | ---- | ---- | ---- | --- |
| 1. | Норвешка       | 8    | 5   | 4    | 0  | 1    | 134  | 119  | +15 |
| 2. | Шпанија        | 6    | 5   | 3    | 0  | 2    | 131  | 121  | +10 |
| 3. | Мађарска       | 6    | 5   | 2    | 0  | 2    | 124  | 117  | +7  |
| 4. | Данска         | 5    | 5   | 2    | 1  | 2    | 123  | 124  | -1  |
| 5. | Румунија       | 5    | 5   | 2    | 1  | 2    | 113  | 115  | -2  |
| 6. | Пољска         | 0    | 5   | 0    | 0  | 5    | 107  | 136  | -29 |

### Група 2 (Загреб)
| 14. децембар 2014. 15:45 | Немачка | 20:27   | Црна Гора  | Арена Загреб, Загреб Гледалаца: 1.200 Судије: Опава, Валек (ЧЕШ) |
| 14. децембар 2014. 15:45 | Цапф 6  | (10:12) | Кнежевић 8 | Арена Загреб, Загреб Гледалаца: 1.200 Судије: Опава, Валек (ЧЕШ) |
| 14. децембар 2014. 15:45 | 5× 2×   | Детаљи  | 4× 3×      | Арена Загреб, Загреб Гледалаца: 1.200 Судије: Опава, Валек (ЧЕШ) |

| 14. децембар 2014. 18:00 | Шведска  | 29:26   | Француска  | Арена Загреб, Загреб Гледалаца: 1.500 Судије: Марин, Гарсиа (ШПА) |
| 14. децембар 2014. 18:00 | Хагман 7 | (12:14) | Лакабер 10 | Арена Загреб, Загреб Гледалаца: 1.500 Судије: Марин, Гарсиа (ШПА) |
| 14. децембар 2014. 18:00 | 4× 3×    | Детаљи  | 4× 2×      | Арена Загреб, Загреб Гледалаца: 1.500 Судије: Марин, Гарсиа (ШПА) |

| 14. децембар 2014. 20:15 | Холандија | 30:20   | Словачка   | Арена Загреб, Загреб Гледалаца: 1.200 Судије: Арнстен, Рен (НОР) |
| 14. децембар 2014. 20:15 | Полман 7  | (17:10) | Школкова 6 | Арена Загреб, Загреб Гледалаца: 1.200 Судије: Арнстен, Рен (НОР) |
| 14. децембар 2014. 20:15 | 3× 2×     | Детаљи  | 1× 3×      | Арена Загреб, Загреб Гледалаца: 1.200 Судије: Арнстен, Рен (НОР) |

| 16. децембар 2014. 15:45 | Холандија | 27:31   | Црна Гора    | Арена Загреб, Загреб Гледалаца: 1.500 Судије: Флореску, Стоја (РУМ) |
| 16. децембар 2014. 15:45 | Полман 8  | (13:15) | Булатовић 10 | Арена Загреб, Загреб Гледалаца: 1.500 Судије: Флореску, Стоја (РУМ) |
| 16. децембар 2014. 15:45 | 2× 3×     | Детаљи  | 5× 3×        | Арена Загреб, Загреб Гледалаца: 1.500 Судије: Флореску, Стоја (РУМ) |

| 16. децембар 2014. 18:00 | Шведска  | 31:22   | Словачка  | Арена Загреб, Загреб Гледалаца: 1.300 Судије: Хорват, Мартон (МАЂ) |
| 16. децембар 2014. 18:00 | Гулден 9 | (17:11) | Шаркова 7 | Арена Загреб, Загреб Гледалаца: 1.300 Судије: Хорват, Мартон (МАЂ) |
| 16. децембар 2014. 18:00 | 5× 3×    | Детаљи  | 4× 2×     | Арена Загреб, Загреб Гледалаца: 1.300 Судије: Хорват, Мартон (МАЂ) |

| 16. децембар 2014. 20:15 | Немачка | 24:24   | Француска          | Арена Загреб, Загреб Гледалаца: 800 Судије: Стенранд, Бирх (ДАН) |
| 16. децембар 2014. 20:15 | Гешки 9 | (13:10) | Баудоин, Дембеле 5 | Арена Загреб, Загреб Гледалаца: 800 Судије: Стенранд, Бирх (ДАН) |
| 16. децембар 2014. 20:15 | 2×      | Детаљи  | 2× 4×              | Арена Загреб, Загреб Гледалаца: 800 Судије: Стенранд, Бирх (ДАН) |

| 17. децембар 2014. 15:45 | Шведска  | 29:30   | Црна Гора   | Арена Загреб, Загреб Гледалаца: 1.000 Судије: Хорват, Мартон (МАЂ) |
| 17. децембар 2014. 15:45 | Гулден 9 | (18:13) | Радичевић 9 | Арена Загреб, Загреб Гледалаца: 1.000 Судије: Хорват, Мартон (МАЂ) |
| 17. децембар 2014. 15:45 | 4× 3×    | Детаљи  | 3× 2× 1×    | Арена Загреб, Загреб Гледалаца: 1.000 Судије: Хорват, Мартон (МАЂ) |

| 17. децембар 2014. 18:00 | Немачка       | 36:22   | Словачка   | Арена Загреб, Загреб Гледалаца: 600 Судије: Арнстен, Рен (НОР) |
| 17. децембар 2014. 18:00 | Хубер, Ланг 6 | (17:10) | Дубајова 5 | Арена Загреб, Загреб Гледалаца: 600 Судије: Арнстен, Рен (НОР) |
| 17. децембар 2014. 18:00 | 2×            | Детаљи  | 3× 2×      | Арена Загреб, Загреб Гледалаца: 600 Судије: Арнстен, Рен (НОР) |

| 17. децембар 2014. 20:15 | Холандија | 18:20  | Француска       | Арена Загреб, Загреб Гледалаца: 600 Судије: Опава, Валек (ЧЕШ) |
| 17. децембар 2014. 20:15 | Грот 10   | (9:7)  | 3 играчице по 4 | Арена Загреб, Загреб Гледалаца: 600 Судије: Опава, Валек (ЧЕШ) |
| 17. децембар 2014. 20:15 | 5× 3×     | Детаљи | 6× 4×           | Арена Загреб, Загреб Гледалаца: 600 Судије: Опава, Валек (ЧЕШ) |

|    | Репрезентација | Бод. | Ут. | Поб. | Н. | Пор. | Пос. | При. | Гр. |
| -- | -------------- | ---- | --- | ---- | -- | ---- | ---- | ---- | --- |
| 1. | Црна Гора      | 8    | 5   | 4    | 0  | 1    | 136  | 124  | +12 |
| 2. | Шведска        | 7    | 5   | 3    | 1  | 1    | 158  | 149  | +18 |
| 3. | Француска      | 7    | 5   | 3    | 1  | 1    | 115  | 108  | +7  |
| 4. | Холандија      | 5    | 5   | 2    | 1  | 2    | 134  | 127  | +7  |
| 5. | Немачка        | 3    | 5   | 1    | 1  | 3    | 138  | 141  | -3  |
| 6. | Словачка       | 0    | 5   | 0    | 0  | 5    | 106  | 146  | -40 |

## Завршни круг
- Сва времена су по срдњоевропском времену

|  | Полуфинале   | Полуфинале |              |    | Финале | Финале |
|  |              |            |              |    |        |        |
|  | 19. децембар |            |              |    |        |        |
|  |              |            |              |    |        |        |
|  | Норвешка     | 29         |              |    |        |        |
|  | Норвешка     | 29         | 21. децембар |    |        |        |
|  | Шведска      | 25         |              |    |        |        |
|  | Шведска      | 25         | Норвешка     | 28 |        |        |
|  | 19. децембар |            | Норвешка     | 28 |        |        |
|  |              | Шпанија    | 25           |    |        |        |
|  | Шпанија      | Шпанија    | 25           | 19 |        |        |
|  | Шпанија      |            |              | 19 |        |        |
|  | Црна Гора    | 18         |              |    |        |        |
|  | Црна Гора    | 18         | За 3. место  |    |        |        |
|  |              |            |              |    |        |        |
|  | 21. децембар |            |              |    |        |        |
|  |              |            |              |    |        |        |
|  | Шведска      | 25         |              |    |        |        |
|  | Шведска      | 25         |              |    |        |        |
|  | Црна Гора    | 23         |              |    |        |        |

### Полуфинале
| 19. децембар 2014. 18:00 | Црна Гора   | 18:19  | Шпанија  | Пап Ласло спортска арена у Будимпешти, Будимпешта Гледалаца: 3.500 Судије: Бруновски, Чанда (СВК) |
| 19. децембар 2014. 18:00 | Радичевић 6 | (8:13) | Пинедо 5 | Пап Ласло спортска арена у Будимпешти, Будимпешта Гледалаца: 3.500 Судије: Бруновски, Чанда (СВК) |
| 19. децембар 2014. 18:00 | 1× 3×       | Детаљи | 2× 1×    | Пап Ласло спортска арена у Будимпешти, Будимпешта Гледалаца: 3.500 Судије: Бруновски, Чанда (СВК) |

| 19. децембар 2014. 20:30 | Норвешка | 29:25   | Шведска  | Пап Ласло спортска арена у Будимпешти, Будимпешта Гледалаца: 3.500 Судије: Јуриновић, Мрвица (ХРВ) |
| 19. децембар 2014. 20:30 | Локе 6   | (13:11) | Гулден 9 | Пап Ласло спортска арена у Будимпешти, Будимпешта Гледалаца: 3.500 Судије: Јуриновић, Мрвица (ХРВ) |
| 19. децембар 2014. 20:30 | 1× 2×    | Детаљи  | 1× 3×    | Пап Ласло спортска арена у Будимпешти, Будимпешта Гледалаца: 3.500 Судије: Јуриновић, Мрвица (ХРВ) |

### Утакмица за 5. мјесто
| 19. децембар 2014. 15:30 | Мађарска   | 25:26   | Француска   | Пап Ласло спортска арена у Будимпешти, Будимпешта Гледалаца: 3.500 Судије: Опава, Валек (ЧЕШ) |
| 19. децембар 2014. 15:30 | Тришчук 10 | (13:16) | Нзе Минко 7 | Пап Ласло спортска арена у Будимпешти, Будимпешта Гледалаца: 3.500 Судије: Опава, Валек (ЧЕШ) |
| 19. децембар 2014. 15:30 | 5× 3×      | Детаљи  | 3× 4×       | Пап Ласло спортска арена у Будимпешти, Будимпешта Гледалаца: 3.500 Судије: Опава, Валек (ЧЕШ) |

### Утакмица за 3. мјесто
| 21. децембар 2014. 16:30 | Шведска  | 25:23   | Црна Гора    | Папп Ласзло спортска арена у Будимпешти, Будимпешта Гледалаца: 5.500 Судије: Бонавентира, Бонавентира (ФРА) |
| 21. децембар 2014. 16:30 | Гулден 7 | (11:12) | К. Булатовић | Папп Ласзло спортска арена у Будимпешти, Будимпешта Гледалаца: 5.500 Судије: Бонавентира, Бонавентира (ФРА) |
| 21. децембар 2014. 16:30 | 1× 2× 1× | Детаљи  | 5× 3×        | Папп Ласзло спортска арена у Будимпешти, Будимпешта Гледалаца: 5.500 Судије: Бонавентира, Бонавентира (ФРА) |

### Финале
| 21. децембар 2014. 18:00 | Норвешка          | 28:25   | Шпанија | Пап Ласло спортска арена у Будимпешти, Будимпешта Гледалаца: 7.500 Судије: Бонавентира, Бонавентира (ФРА) |
| 21. децембар 2014. 18:00 | Регелхут Корен 10 | (10:12) | Пена 10 | Пап Ласло спортска арена у Будимпешти, Будимпешта Гледалаца: 7.500 Судије: Бонавентира, Бонавентира (ФРА) |
| 21. децембар 2014. 18:00 | 4× 3×             | Детаљи  | 5× 4×   | Пап Ласло спортска арена у Будимпешти, Будимпешта Гледалаца: 7.500 Судије: Бонавентира, Бонавентира (ФРА) |

## Коначан пласман
| Пласман | Репрезентација |
| ------- | -------------- |
| Злато   | Норвешка       |
| Сребро  | Шпанија        |
| Бронза  | Шведска        |
| 4       | Црна Гора      |
| 5       | Француска      |
| 6       | Мађарска       |
| 7       | Холандија      |
| 8       | Данска         |
| 9       | Румунија       |
| 10      | Немачка        |
| 11      | Пољска         |
| 12      | Словачка       |
| 13      | Хрватска       |
| 14      | Русија         |
| 15      | Србија         |
| 16      | Украјина       |

|  | Квалификован на Свјетско првенство у рукомету за жене 2015. и на Љетне олимпијске игре 2016. |

| 2° место Шпанија | Побједник 31. Европског првенства у рукомету за жене Норвешка 6° титула | 3° место Шведска |

## Статистика
| Ранг | Играчица             | Екипа     | Голова | Шутева | %   |
| ---- | -------------------- | --------- | ------ | ------ | --- |
| 1    | Изабел Гулден        | Шведска   | 58     | 89     | 65% |
| 2    | Кристина Неагу       | Румунија  | 49     | 97     | 51% |
| 3    | Кармен Мартин        | Шпанија   | 46     | 65     | 71% |
| 4    | Катарина Булатовић   | Црна Гора | 44     | 86     | 51% |
| 5    | Нора Морк            | Норвешка  | 41     | 69     | 59% |
| 6    | Кристина Тришчук     | Мађарска  | 39     | 53     | 74% |
| 7    | Нереа Пена           | Шпанија   | 38     | 61     | 62% |
| 8    | Александра Лакрабере | Француска | 37     | 73     | 51% |
| 9    | Хајди Локе           | Норвешка  | 37     | 51     | 73% |
| 10   | Ида Оден             | Шведска   | 36     | 58     | 62% |

| Ранг | Играчица           | Екипа     | %   | Одбрана | Шутева |
| ---- | ------------------ | --------- | --- | ------- | ------ |
| 1    | Сиље Солберг       | Норвешка  | 41% | 94      | 227    |
| 2    | Паула Унгуреану    | Румунија  | 40% | 80      | 198    |
| 3    | Катја Шулке        | Немачка   | 39% | 56      | 142    |
| 4    | Ева Кис            | Мађарска  | 38% | 72      | 188    |
| 4    | Сандра Тофт        | Данска    | 38% | 62      | 163    |
| 6    | Амандин Лејно      | Француска | 36% | 56      | 157    |
| 6    | Силвиа Наваро      | Шпанија   | 36% | 89      | 247    |
| 8    | Марина Вукчевић    | Црна Гора | 34% | 21      | 62     |
| 8    | Марта Ждерић       | Хрватска  | 34% | 27      | 80     |
| 10   | Соња Барјактаровић | Црна Гора | 33% | 71      | 217    |

## Састави победничких екипа
| Злато  | Норвешка | Кари Алвик Гримсбо, Бетина Риегелхут, Емилие Хегх Арнтзен, Вероника Кристиансен, Ида Алштад, Хајди Локе, Каролин Бреиванг, Нора Морк, Стине Бредал Офтедал, Сиље Солберг, Ида Бјорндален Карлсон, Емили Станг Сандо, Лин Кристин Корен Регелхут, Маја Јакобсен, Камила Херем, Сана Солберг, Перниле Вибе | Селектор: Торир Хергеирсон               |
| Сребро | Шпанија  | Марта Лопез, Кармен Мартин, Мариа Нунез, Беатрис Фернандез, Марта Манге, Макарена Агилар, Силвија Наваро, Елизабет Чавез, Елизабет Пинедо, Беатрис Ескрибано, Нереа Пена, Лара Гонзалес Ортега, Патриција Елорса, Наиара Егоскуе, Ана Темпрано, Александрина Барбоса                                     | Селектор: Хорхе Дуењас                   |
| Бронза | Шведска  | Јоана Бундсен, Улрика Агрен, Хана Фогелстром, Бернадет Боди, Лин Блом, Јанина Робертс, Луисе Санд, Филипа Иден, Јоана Ахлм, Линеа Торстенсон, Изабел Гулден, Џесика Хелеберг, Натали Хагман, Сабина Јакобсен, Ида Оден, Џени Алм, Ама-Марија Јохансон,                                                   | Селектори: Томас Сивертсон и Хеле Томсен |